# Viville
Viville är en kommun i departementet Charente i regionen Nouvelle-Aquitaine i västra Frankrike. Kommunen ligger  i kantonen Châteauneuf-sur-Charente som ligger i arrondissementet Cognac. År 2018 hade Viville 103 invånare.

## Befolkningsutveckling
Antalet invånare i kommunen Viville
Referens:INSEE